# Masillacolius brevidactylus
Masillacolius brevidactylus — викопний вид птахів родини чепігових (Coliidae), що існував в еоцені на території Європи. Скам'янілі рештки знайдені у Мессельському кар'єрі в Німеччині. Описаний з часткового скелета, в якому вудсутній череп і праве крило.